# اما برگلوند
اما برگلوند (انگلیسی: Emma Berglund؛ زادهٔ ۱۹ دسامبر ۱۹۸۸) بازیکن فوتبال اهل سوئد است.
از باشگاه‌هایی که در آن بازی کرده‌است می‌توان به اومئا آی‌کی، باشگاه فوتبال روزنگرد، و باشگاه فوتبال زنان پاری سن ژرمن اشاره کرد.
وی همچنین در تیم ملی فوتبال زنان سوئد بازی کرده‌است.
وی در مسابقات کشوری و بین‌المللی در مجموع برندهٔ ۱ مدال نقره شده‌است.